# Lonchocarpus sericeus
Lonchocarpus sericeus là một loài thực vật có hoa trong họ Đậu. Loài này được (Poir.) DC. miêu tả khoa học đầu tiên.

## Hình ảnh

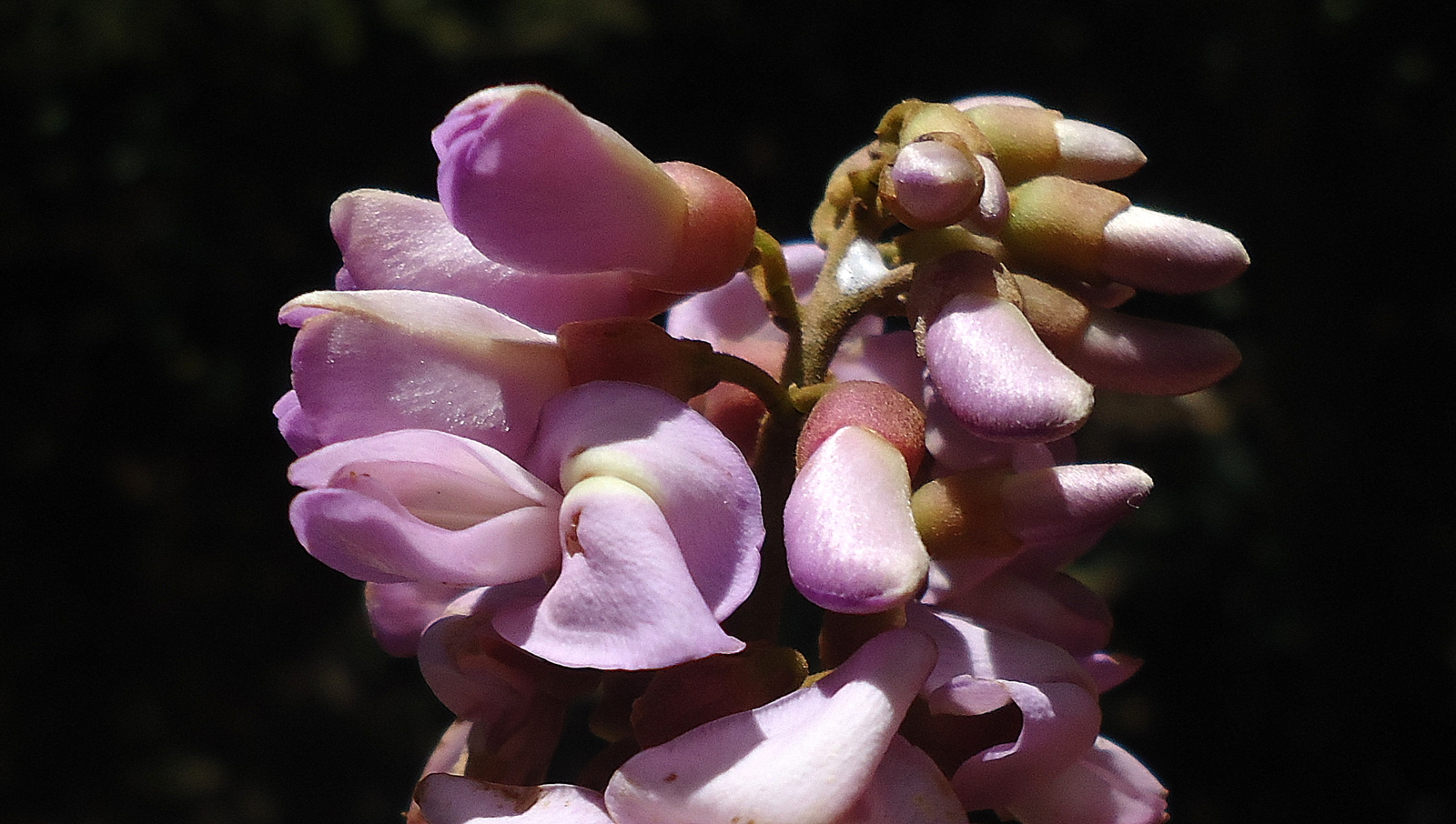